# Joséphine Jacques-André-Coquin
Joséphine Jacques-André-Coquin (Aubervilliers, 21 settembre 1990) è una schermitrice francese, specializzata nella spada.

## Palmarès
- Europei di scherma

Sheffield 2011: bronzo nella spada a squadre.
Strasburgo 2014: bronzo nella spada individuale.
Toruń 2016: argento nella spada a squadre.
- Giochi del Mediterraneo

Tarragona 2018: argento nella spada individuale.